# Hierodula
Hierodula is een geslacht van bidsprinkhanen waarvan alle soorten voorkomen in Azië. Sommige soorten kunnen een lengte van meer dan 25 centimeter bereiken waardoor ze tot de grootste insecten behoren. 

## Taxonomie
Het geslacht Hierodula kent de volgende soorten:
- Hierodula ansusana
- Hierodula aruana
- Hierodula assamensis
- Hierodula atrocoxata
- Hierodula beieri
- Hierodula bhamoana
- Hierodula biaka
- Hierodula borneana
- Hierodula brunnea
- Hierodula chinensis
- Hierodula coarctata
- Hierodula cuchingina
- Hierodula daqingshanensis
- Hierodula dolichoptera
- Hierodula doveri
- Hierodula dubia
- Hierodula dyaka
- Hierodula everetti
- Hierodula excellens
- Hierodula formosana
- Hierodula fruhstorferi
- Hierodula fumipennis
- Hierodula fuscescens
- Hierodula gigliotosi
- Hierodula gracilicollis
- Hierodula grandis
- Hierodula harpyia
- Hierodula heinrichi
- Hierodula heteroptera
- Hierodula immaculifemorata
- Hierodula inconspicua
- Hierodula ingens
- Hierodula jobina
- Hierodula kapaurana
- Hierodula keralensis
- Hierodula laevicollis
- Hierodula lamasonga
- Hierodula latipennis
- Hierodula longedentata
- Hierodula macrosticmata
- Hierodula maculisternum
- Hierodula majuscula
- Hierodula malaya
- Hierodula membranacea
- Hierodula microdon
- Hierodula mindanensis
- Hierodula modesta
- Hierodula monochroa
- Hierodula multispina
- Hierodula multispinulosa
- Hierodula nicobarica
- Hierodula obiensis
- Hierodula obtusata
- Hierodula oraea
- Hierodula papua
- Hierodula parviceps
- Hierodula patellifera
- Hierodula perakana
- Hierodula philippina
- Hierodula prosternalis
- Hierodula pulchra
- Hierodula pulchripes
- Hierodula purpurescens
- Hierodula pustulifera
- Hierodula pygmaea
- Hierodula quadridens
- Hierodula quadripunctata
- Hierodula quinquepatellata
- Hierodula rajah
- Hierodula ralumina
- Hierodula rufomaculata
- Hierodula rufopatellata
- Hierodula salomonis
- Hierodula sarsinorum
- Hierodula schultzei
- Hierodula simbangana
- Hierodula similis
- Hierodula siporana
- Hierodula sorongana
- Hierodula sternosticta
- Hierodula striata
- Hierodula striatipes
- Hierodula szentivanyi
- Hierodula tenuidentata
- Hierodula tenuis
- Hierodula timorensis
- Hierodula togiana
- Hierodula tonkinensis
- Hierodula tornica
- Hierodula transcaucasica
- Hierodula trimaculata
- Hierodula unimaculata
- Hierodula venosa
- Hierodula ventralis
- Hierodula versicolor
- Hierodula viridis
- Hierodula vitreoides
- Hierodula werneri
- Hierodula xishaensis
- Hierodula yunnanensis